# Rodolfo Bonetto
 Premio Compasso d'oro  nel 1967
Rodolfo Bonetto (Milano, 18 settembre 1929 – Milano, 28 marzo 1991) è stato un designer e batterista italiano.
È considerato da Arrigo Polillo uno dei migliori batteristi italiani insieme a Leonello Bionda e Gil Cuppini. Fu tra i maggiori esponenti italiani nel campo del design industriale (otto Premi Compassi d'oro), e con le sue creazioni contribuì all'affermazione, a livello internazionale, del prodotto Made in Italy nel dopoguerra.

## Biografia
Di formazione liceale, iniziò a suonare la batteria dopo alcune lezioni impartitegli da Gil Cuppini, entrando poi negli Hot Dandies, in cui suonò insieme a Giorgio Gaslini ed Eraldo Volonté. Nel 1955 entra nel Sestetto Italiano (con Oscar Valdambrini, Gianni Basso, Attilio Donadio, Giampiero Boneschi e il contrabbassista Al King), con cui effettua svariate incisioni, e nel 1956 partecipa al Festival Internazionale del Jazz di Sanremo con il Sestetto Italiano; con Basso, Valdambrini e Boneschi suona anche, in alcune occasioni, insieme a Berto Pisano; inoltre, con Alceo Guatelli, accompagna Giorgio Gaslini.
Per dieci anni, dal 1949 al 1959, svolse anche l'attività di session man suonando in moltissimi dischi di musica leggera nelle orchestre di Gorni Kramer, Enzo Ceragioli, Beppe Mojetta, Giampiero Boneschi, accompagnando in molte incisioni il Quartetto Cetra e Giorgio Gaber nei primi 45 giri per la Dischi Ricordi, tra cui il primo Ciao ti dirò/Da te era bello restar.
Abbandonò poi la sua carriera di batterista di jazz per dedicarsi al disegno. Questa sua passione per il design si manifestò grazie allo zio paterno Felice Bonetto, famoso pilota automobilistico dei primi anni cinquanta, che lo avvicinò all'automobilismo, e il giovane Bonetto appassionatosi in questo campo, cominciò a disegnare schizzi di autovetture.
Autodidatta, iniziò come consulente di progettazione alla Pininfarina dove lavorò dal 1951 al 1957, e la sua attività di designer ebbe inizio nel 1958, quando fondò a Milano il suo studio di design.
Nel corso della sua lunga attività di designer realizzò progetti nei più diversi campi della produzione industriale di serie: elettrodomestici, carrozzerie di automobili, sanitari, macchine utensili, apparecchi elettronici, strumenti musicali, televisori, valigie, sistemi hi-fi, mobili e apparecchi per l'illuminazione.
Bonetto insegnò design industriale alla Hochschule für Gestaltung di Ulma, dal 1961 al 1965, e all'ISIA di Roma, dal 1974 al 1979.  Ricoprì le cariche di presidente dell'ADI, dal 1971 al 1973, e dell'ICSID, dal 1981 al 1983, associazioni di cui fu membro.
Venne insignito di 8 Compassi d'oro, l'ultimo dei quali poco dopo la sua scomparsa, nel 1991, come tributo alla sua trentennale attività. Da allora il suo studio di design viene diretto dall'unico figlio, Marco Bonetto, il quale amplia ulteriormente l'attività di design anche nel settore automobilistico.

## Premi e riconoscimenti
- Premio Compasso d'oro (1964, 1967, 1970, 1979 (2 volte), 1981, 1984, 1991)

## Opere principali
- Orologio-Sveglia modello Sfericlok, Veglia-Borletti (1962) – Compasso d'oro 1964
- Macchina utensile modello Auctor Multiplex, Olivetti (1967) – Compasso d'oro 1967[12]
- Televisore modello Linea 1, Autovox (1969)
- Apparecchio automatico per microfilm, BCM (1970) – Compasso d'oro 1970
- Poltroncina modello Melaina Armchair, Driade (1970)
- Centro di lavorazione Horizon 2 di Olivetti (1972-1975)
- Interni della Fiat 131 Supermirafiori (1978) – Compasso d'oro 1979
- Autoradio modello Tanga, Voxson (1979)
- Olivetti Inspector Midi (1979) – Compasso d'oro 1979
- Centrale polifunzionale per produzione elettrica  Wizco - WIz  (1981) – Compasso d'oro 1981
- Motore modello FIRE 1000 per Fiat Auto (1984)
- Macchina utensile modello Auctor 400, Olivetti (1984) – Compasso d'oro 1984
- Telefono pubblico Rotor per SIP (1989)